# Tour de San Juan
Le Tour de San Juan (en espagnol : Vuelta a San Juan) est une course cycliste par étapes se déroulant au mois de janvier dans la province de San Juan, en Argentine. La première édition a lieu en 1982.
Entre 2017 et 2019, la compétition intègre le calendrier de l'UCI America Tour, en catégorie 2.1. En 2020, elle intègre l'UCI ProSeries, le deuxième niveau du cyclisme international.
Les éditions 2021 et 2022 sont annulées par les autorités locales, en raison de la pandémie de Covid-19,.

## Palmarès
| Année                                           | Vainqueur            | Deuxième           | Troisième         |                  |
| ----------------------------------------------- | -------------------- | ------------------ | ----------------- | ---------------- |
| 1982                                            | Eduardo Trillini     |                    |                   |                  |
| 1983                                            | Víctor Caro          |                    |                   |                  |
| 1984                                            | Pedro Chirino        |                    |                   |                  |
| 1985                                            | Ramón Sánchez        |                    |                   |                  |
| 1986                                            | Ramón Sánchez        |                    |                   |                  |
| 1987                                            | Daniel Castro        |                    |                   |                  |
| 1988                                            | Luis Ministro Moyano |                    |                   |                  |
| 1989                                            | Alberto Bravo        |                    |                   |                  |
| 1990                                            | Javier Argonz        |                    |                   |                  |
| 1991                                            | Alberto Bravo        |                    |                   |                  |
| 1992                                            | Alberto Bravo        |                    |                   |                  |
| 1993                                            | Juan Agüero          |                    |                   |                  |
| 1994                                            | Juan Agüero          |                    |                   |                  |
| 1995                                            | David Kenig          |                    |                   |                  |
| 1996                                            | Raúl Ruarte          |                    |                   |                  |
| 1997                                            | Eduardo Mulet        |                    |                   |                  |
| 1998                                            | Gonzalo Salas        |                    |                   |                  |
| 1999                                            | Gustavo Toledo       |                    |                   |                  |
| 2000 non disputé                                |                      |                    |                   |                  |
| 2001                                            | Edgardo Simón        |                    |                   |                  |
| 2002                                            | Edgardo Simón        | Guillermo Brunetta | Oscar Villalobo   |                  |
| 2003                                            | Oscar Villalobo      | Fernando Antogna   | Juan Curuchet     |                  |
| 2004                                            | Oscar Villalobo      | Jorge Giacinti     | Edgardo Simón     |                  |
| 2005                                            | Luciano Montivero    | Gustavo Toledo     | Javier Páez       |                  |
| 2006                                            | Gerardo Fernández    | Claudio Flores     | César Sigura      |                  |
| 2007                                            | Luciano Montivero    | Darío Díaz         | Juan Pablo Dotti  |                  |
| 2008                                            | Pedro González       | Gabriel Brizuela   | Ricardo Julio     |                  |
| 2009                                            | Gerardo Fernández    | Matías Médici      | Luciano Montivero |                  |
| 2010                                            | Juan Pablo Dotti     | Luciano Montivero  | Alvaro Algiró     |                  |
| 2011                                            | Daniel Zamora        | Juan Pablo Dotti   | Ignacio Pereyra   |                  |
| 2012                                            | Juan Pablo Dotti     | Daniel Zamora      | Emanuel Saldaño   |                  |
| 2013                                            | Daniel Zamora        | Roberto Richeze    | Lucas Lopardo     |                  |
| 2014                                            | Laureano Rosas       | Ricardo Escuela    | Roberto Richeze   |                  |
| 2015                                            | Laureano Rosas       | Ricardo Escuela    | Juan Melivilo     |                  |
| 2016                                            | Laureano Rosas       | Juan Pablo Dotti   | Ricardo Escuela   |                  |
| Vuelta a San Juan Internacional - UCI 2.1       |                      |                    |                   |                  |
| 2017                                            | Bauke Mollema        | Óscar Sevilla      | Rodolfo Torres    |                  |
| 2018                                            | Óscar Sevilla        | Filippo Ganna      | Rodolfo Torres    |                  |
| 2019                                            | Winner Anacona       | Julian Alaphilippe | Óscar Sevilla     |                  |
| Vuelta a San Juan Internacional - UCI ProSeries |                      |                    |                   |                  |
| 2020                                            | Remco Evenepoel      | Filippo Ganna      | Óscar Sevilla     |                  |
| 2021                                            | annulé/abandonné     | annulé/abandonné   | annulé/abandonné  | annulé/abandonné |
| 2022                                            | annulé/abandonné     | annulé/abandonné   | annulé/abandonné  | annulé/abandonné |
| 2023                                            | Filippo Ganna        | Sergio Higuita     | Einer Rubio       |                  |

Notes:
- Initialement vainqueur en 2023, le Colombien Miguel Ángel López est disqualifié pour dopage en juillet 2023 et est déclassé au profit de Ganna[5],[6].